# Трушкин, Владислав Андреевич

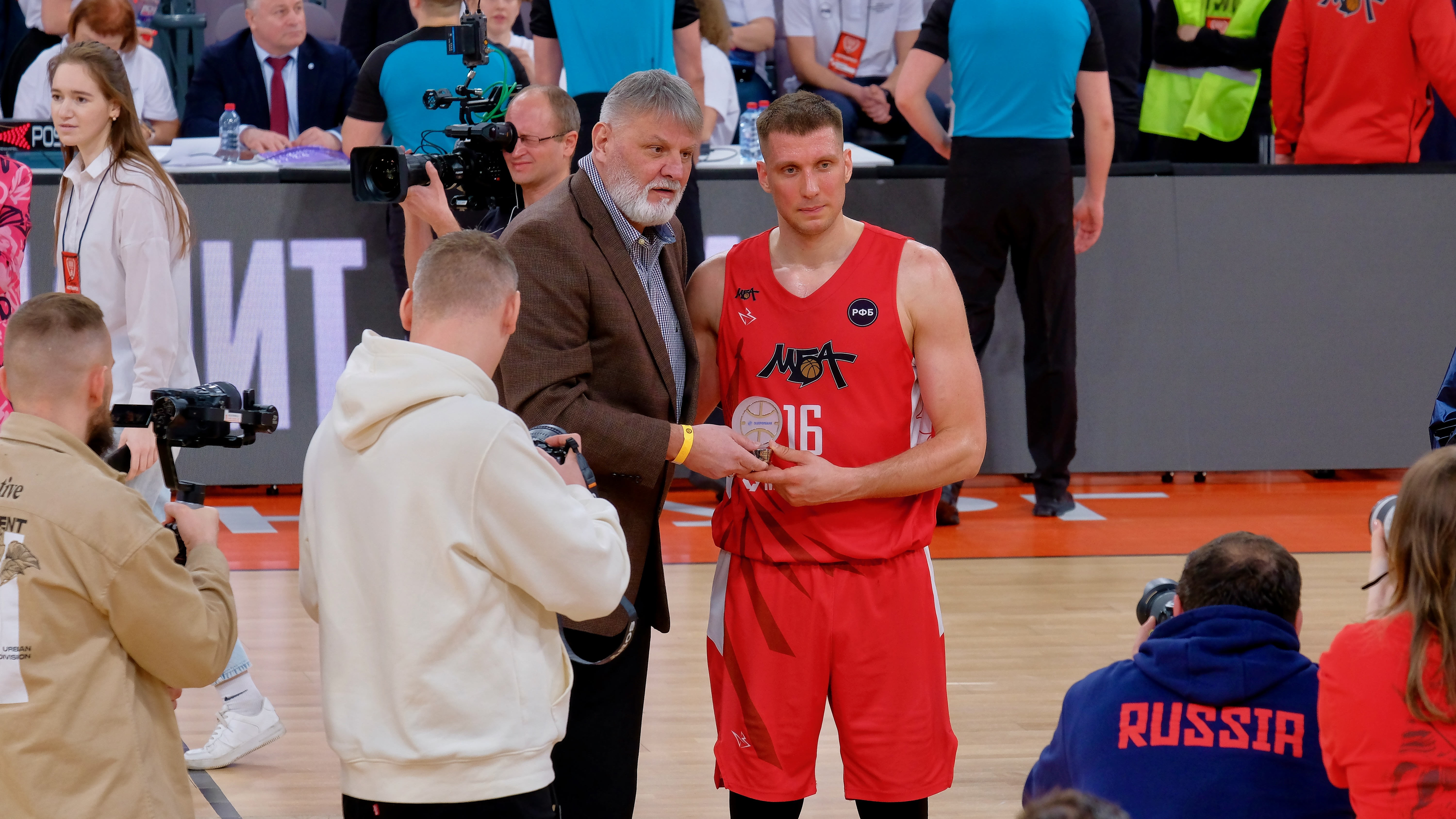
Получает из рук Валерия Тихоненко награду MVP полуфинального матча Кубка России 2023/2024

Владисла́в Андре́евич Тру́шкин (род. 5 мая 1993, Казань) — российский профессиональный баскетболист, играющий на позиции тяжёлого форварда.

## Карьера
До 14 лет Владислав занимался баскетболом в спортшколе «УНИКС-Юниор» в Казани у Георгия Николаевича Королёва, играл на первенстве России с ребятами своего года рождения, и на год старше. На финале одного из юношеских чемпионатов в 2006 году, который проходил в Казани, к отцу Владислава подошёл Сергей Скорочкин — представитель «Спарта и К» из Видного. Скорочкин рассказал, что у клуба зарождается проект баскетбольного интерната для детей разных возрастов, и сделал предложение. В 14 лет Трушкин переехал в Видное в спортивный интернат баскетбольного клуба «Спарта и К».
В апреле 2013 года Владислав получил приглашение в лагерь для лучших молодых игроков Европы Adidas Eurocamp в итальянском Тревизо.
В 2013 году Трушкин продолжил карьеру в «Динамо» после объединения «Спарты и К» и московского клуба. В сезоне 2014/2015 Владислав стал бронзовым призёром Суперлиги и серебряным призёром Кубка России.
Перед началом сезона 2015/2016 московское «Динамо» было расформировано и Трушкин перешёл в «Спартак-Приморье». В составе команды Владислав провёл 25 матчей и в среднем набирал 14 очков, 7 подборов, 2 передачи, 2 перехвата и 1 блок-шот за 27 минут на площадке.
В июле 2016 года Трушкин стал игроком «Енисея», где в среднем набирал 8,3 очка, 3,8 подбора и 1,8 передачи.
В феврале 2017 года Трушкин принял участие в «Матче всех звёзд» Единой лиги ВТБ заменив в составе команды «Звезды России» Петра Губанова, получившего травму. В этом матче Владислав провёл на площадке 1 минуту 54 секунды и отметился 1 очком.
В июле 2017 года Трушкин вернулся в Казань подписав контракт с УНИКСом по схеме «1+1». В Единой лиге ВТБ Владислав принял участие в 29 матчах, в среднем набирая 3,8 очка, 1,9 подбора и 1 передачу.
В июле 2018 года Трушкин перешёл в «Зенит». В Единой лиге ВТБ Владислав набирал 6,7 очка и 2,1 подбора, в Еврокубке его статистика составила 8,2 очка и 2,8 подбора.
В июне 2019 года Трушкин подписал новый 2-летний контракт с «Зенитом».
29 января 2020 года стал известен состав команд на «Матч всех звёзд» Единой лиги ВТБ. По итогам голосования болельщиков и анкетирования СМИ, в котором приняли участие 22 издания, Трушкин попал в состав команды «Звёзд России».
В июле 2021 года Трушкин подписал контракт с «Локомотивом-Кубань» по схеме «1+1». Через месяц стало известно, что Владислав не успел полностью восстановиться после травмы плеча к началу тренировочных сборов и по этой причине «Локомотив-Кубань» не активировал контракт.
В ноябре 2021 года Трушкин вернулся в «Енисей».
В сезоне 2021/2022 Трушкин принял участие в 17 матчах Единой лиги ВТБ и набирал в среднем 8,9 очка, 4,3 подбора, 2,2 передачи и 1,2 перехвата.
В июле 2022 года Трушкин продлил контракт с «Енисеем».

## Сборная России
На чемпионате Европы (до 19 лет) в 2011 году Трушкин стал бронзовым призёром турнира. В 1/4 финала победный трёхочковый бросок Владислава за 30 секунд до окончания игры принёс юношеской сборной России победу над командой США.
В июне 2016 года Трушкин получил приглашение в «Открытый лагерь РФБ» для подготовки к квалификационным матчам Евробаскета-2017.
В июне 2017 года Трушкин был включён в состав сборной России, составленный по итогам завершившегося «Открытого лагеря РФБ», и принял участие в баскетбольном турнире Спортивных игр БРИКС. Одержав победы над всеми тремя соперниками (ЮАР, Индия и Китай) сборная России стала победителем турнира.
В июле 2017 года Трушкин был вызван на первый сбор национальной команды для подготовки к Евробаскету-2017, но в окончательную заявку на турнир не попал.
В июне 2019 года Трушкин попал в список кандидатов на участие в сборе перед чемпионатом мира-2019.
В январе 2020 года Трушкин был включён в расширенный состав сборной России на отборочные игры Евробаскета-2021.
В феврале 2021 года Трушкин был включён в резерв сборной России для подготовки к двум матчам квалификации Кубка мира-2023 со сборной Нидерландов.

## Личная жизнь
В октябре 2020 года у Трушкина диагностировали коронавирус.

## Достижения

### Клубные
- Бронзовый призёр Единой лиги ВТБ: 2020/2021
- Бронзовый призёр чемпионата России: 2020/2021
- Бронзовый призёр Суперлиги: 2014/2015
- Бронзовый призёр Высшей лиги: 2010/2011
- Серебряный призёр Кубка России: 2014/2015
- Бронзовый призёр Кубка России: 2024/2025

### Сборная России
- Чемпион Спортивных игр БРИКС: 2017
- Бронзовый призёр чемпионата мира (до 19 лет): 2011
- Серебряный призёр чемпионата Европы (до 18 лет): 2010